# Literatur Jetzt!
Literatur JETZT! ist ein Festival für zeitgenössische Literatur in Dresden. Es wurde im Jahr 2007 von Verleger Leif Greinus und Schriftsteller Michael Bittner gegründet. Nach einer zweiten Auflage im Jahr 2008 findet es seit 2011 jährlich statt.

## Geschichte
Das Festival fand im November 2007 zum ersten Mal und an verschiedenen Orten statt (Scheune Dresden, Schauburg, Lingnerschloss, Kleines Haus des Staatsschauspiels). An den 13 Veranstaltungen waren mehr als 30 Autoren und Künstler beteiligt, darunter die Titanic Boygroup, Clemens Meyer und Franz Dobler.
In den folgenden Jahren wurde das Festival auch überregional wahrgenommen. Schriftsteller wie Florian Illies oder Judith Schalansky stellten ihre Bücher vor. Zugleich bietet das Festival jungen Autoren wie Theresia Enzensberger, Saša Stanišić, Isabelle Lehn, Christian Baron, Paula Irmschler u. v. a. eine Bühne. Unter dem Motto „Kunst!“ und in Kooperation mit den Staatlichen Kunstsammlungen Dresden widmeten sich 2017 mehr als 30 Autoren und Künstler bei insgesamt 15 Veranstaltungen dem Verhältnis von Literatur und Bildender Kunst. Im Rahmen dieser Festivalausgabe fand die Eröffnung der Ausstellung „Bilder deiner großen Liebe – Der Maler Wolfgang Herrndorf“ im Japanischen Palais statt, kuratiert von Ulrike Pennewitz. Der ehemalige Titanic-Chefredakteur Oliver Maria Schmitt hielt eine Laudatio auf Herrndorf, Autor der Romane Tschick und Sand sowie langjähriger Zeichner des Satiremagazins Titanic. 2018 und 2019 übernahm Druckfrisch-Moderator Denis Scheck die Moderation eines Abends. Die Festivalausgaben standen von 2013 bis 2018 jeweils unter einem Motto (2013: Leben im Überfluss; 2014: Zorn; 2015: Neue Welten; 2016: Wir müssen reden; 2017: Kunst!; 2018: Sieg über die Sonne).
Nach einer Kooperation mit den Kunstsammlungen Dresden (2017) und zwei Kooperationen mit dem Deutschen Hygiene-Museum Dresden (2016, parallel zur Sonderausstellung „Sprache. Welt der Worte, Zeichen, Gesten“ und 2018; parallel zur Sonderausstellung „Shine on me. Wir und die Sonne“) fand das Festival im Jahr 2019 im Zentralwerk in Dresden-Pieschen statt. Künstler öffneten für die literarischen Veranstaltungen des Festivals ihre Büros, Arbeitsräume und Studios. 2020 fand hier die 12. Ausgabe des Festivals während der Covid19-Pandemie mit 1200 Besuchern wiederum im Zentralwerk statt.

## Konzeption
Es finden neben Lesungen aus Romanen, Kurzgeschichten, Spoken-Word-Texten oder Gedichten auch Auseinandersetzungen mit politischen Essays, Sachbüchern oder journalistische Betrachtungen statt. Auch satirische oder vordergründig auf Unterhaltung zielende Formate wie Live-Hörspiele oder literarische Showabende haben regelmäßig ihren Platz im Festivalkalender. Da das Literatur JETZT! den Anspruch erhebt, ein zeitgenössisches Festival zu sein, haben die eingeladenen Künstler in den meisten Fällen unlängst ein Werk veröffentlicht oder anderweitig von sich reden gemacht. Einige Autoreneinladungen gehen zurück auf das jeweilige Frühjahrsprogramm der Verlage, andere behandeln ganz aktuelle Themen. Manche Bücher und Literaten sind Herzensangelegenheiten der Organisatoren. Hin und wieder lesen Autoren beim Festival Texte bereits verstorbener Kollegen oder, im Ausnahmefall auch stellvertretend für Autoren, die nicht anreisen konnten, wie es im Jahr 2018 der Fall gewesen ist. Eine von Alexander Kluge für Dresden aufbereitete Textsammlung wurde von der Schauspielerin Corinna Harfouch und dem Schriftsteller Marcel Beyer wechselseitig vorgetragen und mit eingespielten Bild- und Toncollagen von Kluge ergänzt. 2019 eröffneten die Sängerin Anna Mateur und der Comiczeichner Nicolas Mahler mit einem musikalisch-literarischen Programm die 11. Ausgabe; 2020 die Schauspieler Sandra Hüller und Jens Harzer die 12. Festivalausgabe mit einem Ingeborg Bachmann-Abend. Auch für die 13. Festivalausgabe vom 22. bis 26. September 2021 ist ein solches Format geplant.

## Organisation
Das Festival wurde bis zum Jahr 2018 von livelyrix e. V. mit vielen verschiedenen Partnern organisiert. Die Programmgestaltung und Organisation lag in den Händen von Michael Bittner (Autor), Leif Greinus (Verlag Voland & Quist), Ludwig Henne (Kulturmanager), Helge Pfannenschmidt (Verlag edition AZUR) und Volker Sielaff (Autor). 2019 übernahm der Verein Literatur JETZT! e. V. die Organisation. Der Verein besteht aus bisherigen Organisatoren sowie weiteren Personen aus der Literatur-, Museums-, Theater- und Klublandschaft, die sich ehrenamtlich für das Festival engagieren.

## Finanzierung
Das Festival finanziert sich durch die Einnahmen aus den Ticketverkäufen. Zusätzlich wurde es bis 2018 von der Kulturstiftung des Freistaates Sachsen, der Kulturstiftung Dresden der Dresdner Bank und der Landeshauptstadt Dresden gefördert. Seit 2019 erhält das Festival eine institutionelle Förderung sowie Förderungen durch private Stiftungen und Medienpartner. 2021 fördert der Deutsche Literaturfonds das Festival durch Zahlung von Künstlerhonoraren.